# Pinares de Venecia
Los pinares de Venecia son unos pinares de pino carrasco situados en el distrito de Torrero de Zaragoza. Se encuentran atravesados por el Canal Imperial de Aragón, al que deben su nombre por la comparación con los canales de la ciudad de Venecia. 
Contienen entre otras instalaciones el parque de atracciones de Zaragoza o una parte del anillo verde de Zaragoza.